# Henrietta Marrie
Henrietta Marrie (nascida Fourmile; 1954) é uma ancestral de Gimuy Walubara Yidinji, bolsista do Australian Research Council e professora honorária da Universidade de Queensland.

Seu nome na língua, dado por seu avô, é Bukal e a conecta ao país, a um lugar perto de Woree. Bukal é a videira advogada negra que se caracteriza por sua força, resiliência e capacidade de superar obstáculos. A bolsa de estudos da professora Marrie inclui diversidade biocultural, propriedade intelectual indígena e conhecimento ecológico tradicional. Por meio de sua bolsa de estudos e ativismo, ela tem:
"lutou pelo reconhecimento da propriedade intelectual e dos direitos culturais dos povos aborígines e, particularmente, pelo acesso e repatriação de vestígios ancestrais, objetos culturais e informações históricas importantes de museus e arquivos nacionais e estaduais".
A professora Marrie é membro da Ordem da Austrália, "Pelo serviço significativo à comunidade como defensora da herança cultural indígena e dos direitos de propriedade intelectual e da educação". Ela é a patrona da Feira de Arte Indígena de Cairns, do Conselho do Australian Institute of Aboriginal and Torres Strait Islander Studies, e membro do Grupo Consultivo de Aborígenes e Ilhéus do Estreito de Torres da Comissão de Direitos Humanos de Queensland.
A professora Marrie foi a primeira aborígine australiana a ser selecionada para um cargo de professor nas Nações Unidas, foi membro sênior da Universidade das Nações Unidas, Instituto de Estudos Avançados de Sustentabilidade, e ocupou cargos acadêmicos em várias universidades. Ela influenciou a legislação global nas áreas de biodiversidade e patrimônio cultural e lutou pelos direitos culturais dos povos aborígines e das ilhas do Estreito de Torres, acesso e repatriação de vestígios ancestrais, objetos culturais e importantes informações históricas de museus e arquivos nacionais e estaduais. A professora Marie publicou mais de 100 trabalhos acadêmicos, relatórios e capítulos em livros editados. Suas publicações abordam a política de patrimônio cultural, propriedade cultural indígena, o papel do título nativo na proteção do patrimônio indígena e na proteção dos conhecimentos relacionados à biodiversidade, o benefício dos Proprietários Tradicionais na gestão de áreas protegidas, racismo institucional e Turismo Indígena.

## País Yarrabah
A professora Marrie é uma mulher Gimuy Yidinji, nascida e criada em Yarrabah. Yarrabah é o país tradicional do povo Gunggandji e Yidinji, no entanto, a comunidade é composta por muitos outros grupos tribais devido aos deslocamentos forçados como parte das políticas governamentais desde a invasão. O país tem um significado específico para os povos aborígines e ilhéus do Estreito de Torres. O Australian Institute of Aboriginal and Torres Strait Islander Studies descreve isso como:
"País é o termo frequentemente usado pelos povos aborígines para descrever as terras, cursos d'água e mares aos quais estão conectados. O termo contém idéias complexas sobre lei, lugar, costume, língua, crença espiritual, prática cultural, sustento material, família e identidade".
A Corporação Aborígene Dulabed Malanbarra Yidinji explica que, quando falam do País:
"queremos dizer muito mais do que apenas o lugar de onde viemos. País é quem somos e a quem pertencemos. É a nossa relação com as outras pessoas e com o mundo que nos rodeia. Um mundo onde tudo está conectado, tudo é família, tudo é identidade, nossa espiritualidade, nossa economia, nossa casa e nosso povo. O país nos fortalece e nos mantém bem. As pessoas falam sobre o país da mesma forma que falariam sobre uma pessoa. Eles falam com o Country, cantam para o Country, visitam o Country, se preocupam com o Country, sentem pena do Country e anseiam pelo Country. As pessoas dizem que o País sabe, ouve, cheira, percebe e cuida. Este é o nosso País. Todos os seus aspectos são importantes para nós. Tudo isso tem um significado espiritual para nós. O País nos dá nossa tradição. A tradição nos dá nosso país. Os aborígines são governados por essa tradição.”
O povo Gimuy Walubara Yidinji são os guardiões tradicionais de Gimuy (Cairns) e áreas vizinhas. A área da orla da cidade de Cairns é tradicionalmente conhecida como Gimuy –  em homenagem à figueira azul escorregadia. As terras do povo Gimuy Walubara Yidinji se estendem ao sul do rio Barron até o rio Russell no sul, a oeste de Tolga nas cordilheiras e a leste de Wambilari (Murray Prior Range). As terras no subúrbio de Woree, em Cairns, perto da Ilha do Almirantado e da enseada Trinity, eram os principais acampamentos tradicionais do povo Gimuy Walubara Yidinji.

## Detalhes biográficos

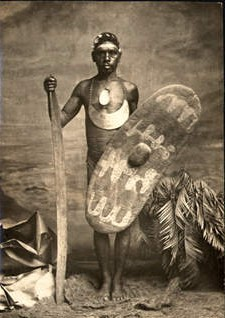
Ye-i-nie, Rei de Cairns Foto: A Atkinson 1905

Marrie nasceu em Yarrabah, Queensland, uma comunidade aborígene aproximadamente 10 km a leste ou 52 km a sudeste pela estrada de Gimuy (Cairns), o país tradicional de Gunggandji e Yidinji. Ela é a filha mais velha de Henry Fourmile (também conhecido como Queebalum – ciclone) e a bisneta de Ye-i-nie, um líder Yidinji cuja liderança foi reconhecida pelo governo de Queensland em 1905 através da concessão de um placa de rei com o título "Ye-i-nie, King of Cairns 1905.
Ela frequentou a escola primária em Yarrabah, e mais tarde, deu aulas na Universidade da Austrália Meridional, onde obteve pela primeira vez um Diploma em Ensino. Mais tarde, depois que a instituição foi transformada na Universidade da Austrália Meridional, ela obteve um Diploma de Graduação em Artes (Estudos Indígenas).
Foi durante seu tempo na Austrália Meridional que ela encontrou as fotografias do antropólogo branco Norman Tindale, e mais tarde o conheceu no Museu da Austrália Meridional em 1985. Foi esse encontro que levou ao lançamento do museu das genealogias de Tindale, o que permitiu que muitas famílias se reconectassem entre si e com seu país por meio de processos de titulação nativa. A coleção South Australian Museum Tindale (Série AA338/01) inclui uma carta de Tindale para Henrietta Fourmile concedendo permissão para usar as genealogias de Yarrabah, datada de 16 de março de 1986. Seu trabalho e ativismo pelo retorno da propriedade cultural indígena continua, ao lado de outros, como o ancião de Kamilaroi, Bob Weatherall.
Depois de assumir cargos acadêmicos em Brisbane, em 1991 ela voltou para Gimuy (Cairns), onde coordenou o programa de treinamento de guarda florestal aborígine da Faculdade de Educação Técnica e Continuada de Cairns. Em 1994, ela se tornou a coordenadora de um novo centro de participação, pesquisa e desenvolvimento de aborígines e ilhéus do Estreito de Torres na Universidade James Cook. De Cairns, Marrie fez mestrado em Direito Ambiental e do Governo Local (através da Universidade Macquarie). Seus interesses e preocupações desenvolveram-se ainda mais em torno da diversidade biocultural, propriedade intelectual indígena e conhecimento ecológico tradicional.
Em 1997, Marrie tornou-se a primeira aborígine australiana a ser nomeada para uma agência das Nações Unidas, quando assumiu um cargo no Programa Ambiental das Nações Unidas em Montreal, no Secretariado da Convenção sobre Diversidade Biológica.
Desde 2003, Marrie mudou seu foco de volta para Gimuy, primeiro trabalhando em Palo Alto na Christensen Fun, uma organização filantrópica privada para distribuir subsídios e fundos para ajudar a promover, sustentar e encorajar a diversidade biocultural indígena em todo o norte da Austrália (incluindo a região de Cairns)., depois como Visiting Fellow no Instituto de Estudos Avançados da Universidade das Nações Unidas em Tóquio antes de voltar para Gimuy e assumir o cargo de Professor Associado no campus de Cairns da Universidade de Queensland.

Em 2013, a Professora Marrie foi contratada pelo Diretor Executivo do Hospital e Serviço de Saúde de Cairns e Hinterland para investigar a discriminação contra funcionários aborígines e das ilhas do Estreito de Torres. A análise de Marrie identificou o papel do racismo institucional sustentando e reforçando o racismo interpessoal vivenciado pelos funcionários aborígines e das ilhas do Estreito de Torres. Juntamente com o marido Adrian Marrie, desenvolveram uma ferramenta de apoio à identificação, mensuração e monitoramento do racismo institucional no hospital e serviço de saúde. Eles aplicaram essa ferramenta em junho de 2014 ao Hospital e Serviço de Saúde de Cairns e Hinterland, compartilhando as descobertas com o Hospital e Serviço de Saúde de Cairns e Hinterland, o Comissário Antidiscriminação de Queensland e a Comissão Australiana de Direitos Humanos. Este trabalho levou a mudanças substanciais no Cairns and Hinterland Hospital and Health Service e foi estendido por Adrian Marrie para avaliar todos os hospitais e serviços de saúde em Queensland e impulsionou mudanças legislativas. A ferramenta foi batizada de Bukal Institutional Racism Matrix por Adrian Marrie:
Gostaria de agradecer à minha esposa, Henrietta, por sua contribuição e parceria no desenvolvimento da Matriz original, que forneceu a base para a ferramenta de avaliação usada neste relatório. Suas percepções, força e ousadia sempre foram minha inspiração. A Matriz revisada é renomeada em sua homenagem: Matriz de Racismo Institucional de Bukal.
A importância do trabalho realizado por Henrietta e Adrian Marrie para abordar a discriminação racial na área da saúde foi reconhecida em uma dedicatória na frente do Cairns and Hinterland Hospital and Health Service First Peoples Health Equity Strategy 2022 – 2025.

Em 2018, a professora Marrie foi selecionada como tema para um mural do Sea Wall ao lado da Cairns Corporate Tower em Lake Street. O mural da artista Claire Foxton chama-se "If we lose our reef, we lose ourselves" e homenageia a contribuição de Marrie para a preservação e promoção do patrimônio cultural. Nesse mesmo ano, uma dramatização de sua vida e obra, intitulada Bukal, estreou em 10 de julho durante a semana do NAIDOC. O tema da semana NAIDOC daquele ano foi "por causa dela nós podemos". A peça foi produzida pela Jute Theatre Company, escrita e dirigida por Andrea James com importante orientação cultural e contribuições do filho mais velho de Marrie, Carl Fourmile. Durante todo o desenvolvimento e produção, Jute teve como objetivo envolver as pessoas das Primeiras Nações em tantos papéis criativos, de desempenho e produção quanto possível, teve a tomada de decisão liderada pelas Primeiras Nações e projetou o cenário para maximizar o potencial de levar a peça a comunidades menores. A abordagem foi elogiada por Marrie e Diretora Criativa, Bundjalung mulher Rhoda Roberts na noite de abertura, que afirmou:
"O maior compromisso é permitir e capacitar o povo aborígine a ter sua própria voz e obrigado por isso, porque você teve a confiança e a fé na história e permitiu que essa nova voz dos jovens aborígines contasse a história de um de nossos" por causa dela nós podemos”, tia Henrietta.”
Três atrizes (Taeg Twist, Maurial Spearim e Alexis West) retrataram Bukal, cada uma representando diferentes aspectos de sua personagem. A peça foi exibida durante a Feira de Arte Indígena de Cairns, recebendo críticas excelentes da comunidade e da crítica, forneceu um programa de residência para a juventude das Primeiras Nações e, após uma turnê nas escolas de Norte de Queensland, tocou no Woodford Folk Festival.
A professora Marrie contribuiu para conselhos consultivos e em outras funções de liderança e consultoria para a comunidade e o governo, muitas vezes trabalhando ao lado de seu marido Adrian Marrie. Ela se juntou ao Centro de Treinamento ARC Uniquely Australian Foods (UAF), na Universidade de Queensland para aconselhar sobre os protocolos de melhores práticas para proteger os direitos e interesses dos participantes indígenas no projeto.

## Prêmios e honrarias
- Membro da Ordem da Austrália (Divisão Geral): nomeada membro da Ordem da Austrália no Dia da Austrália, 26 de janeiro de 2018, por seu "serviço significativo à comunidade como defensora da herança cultural indígena e dos direitos de propriedade intelectual e da educação"[3][51] com o governador de Queensland, Paul de Jersey, apresentando oficialmente a honra a ela em uma cerimônia realizada em 30 de abril de 2018;[52]

- Em 2018, ela foi nomeada uma das Queensland Greats pela Queensland Premier Annastacia Palaszczuk em uma cerimônia na Queensland Art Gallery em 8 de junho de 2018;[53]
- Em 2014, ela recebeu o prêmio 100 Women of Influence em políticas públicas por seu trabalho na Universidade das Nações Unidas.[54]

## Obras publicadas
- Fourmile, Henrietta (1987). Racism in legislation : the bill for the South Australian Aboriginal Heritage Act 1987 (em inglês)
- Fourmile, Henrietta (1987), «Aborigines and Museums: A Case Study in Scientific Colonialism», Praxis (em inglês) (17): 7–11
- Fourmile, Henrietta (1989), «Aboriginal Heritage legislation and Self-Determination», Australian-Canadian Studies (em inglês), 7 (1–2)
- Fourmile, Henrietta (1989), «Who Owns the Past?: Aborigines as Captives of the Archives», Aboriginal History (em inglês), 13: 1–8
- Fourmile, Henrietta (1989), «Aboriginal arts in relation to multiculturalism», in:  Cramer, Sue, Postmodernism : a consideration of the appropriation of Aboriginal imagery : forum papers (em inglês), Brisbane: Institute of Modern Art
- Fourmile, Henrietta (1990), «Possession is nine-tenths of the law: And don't Aboriginal people know it», Bulletin of the Conference of Museum Anthropologists (em inglês)
- Fourmile, Henrietta (1990), «The Case for Independent but Complementary Aboriginal Cultural Institutions», Extending Parameters: Galleries and Communities (em inglês)
- Hall, Doug; Fourmile, Henrietta, eds. (1990), Trevor Nickolls : gondola dreaming and other dreams (em inglês), Queensland College of Art Gallery
- Fourmile, Henrietta, The Need for an Independent National Inquiry into State Collections of Aboriginal and Torres Strait Islander Cultural Heritage (em inglês) (1992) 1(56) Aboriginal Law Bulletin 3.
- Fourmile, Henrietta (1993), «Cultural management & tourism», in:  Testa, Joe, [Video Recording] (em inglês), Lismore, NSW: Gungil Jindibah Centre, Southern Cross University
- Fourmile, Henrietta (1993). Cultural Survival vs Cultural Prostitution (em inglês)
- Fourmile, Henrietta (1993). Representing Kunggandji/Yidinji (em inglês)
- Henrietta, Fourmile, Submission : inquiry into Aboriginal and Torres Strait Islander Culture and Heritage (em inglês), House of Representatives Standing Committee on Aboriginal and Torres Strait Islander Affairs.
- Moscardo, G.; Pearce, P.L.; Birtles, A.; Valentine, P.; Fourmile, H.; Burns, D.; Young, M.; Haxton, P. (1994), «Rainforest tourism: Research for Quality Tourism Management», Annual Meeting of the CRC-TREM (em inglês)

- H L Fourmile, ‘The Queensland Heritage Act 1992 and the Cultural Record (Landscapes Queensland and Queensland Estate) Act 1987: Legislative Discrimination in the Protection of Indigenous Cultural Heritage’ (1996) 1(4) Australian Indigenous Law Reporter 507 – 529. Page 3 - 6
- H L Fourmile, ‘Using Prior Informed Consent Procedures under the Convention on Biological Diversity to Protect Indigenous Traditional Ecological Knowledge and Natural Resource Rights’ (1998) 4(16) Indigenous Law Bulletin 14-17.
- H L Fourmile-Marrie, ‘Bushtucker – Some Food For Thought’ (1999) 19(4) Artlink 34-37.
- H L Marrie, ‘National Research Institutions and their Obligations to Indigenous and Local Communities under Article 8(j) of the Convention on Biological Diversity’ (2000) 1 Humanities Research 41-53.
- H L Fourmile, ‘Indigenous interests in biological resources in Commonwealth Areas – synthesis of submissions and related information’ in J Voumard (chair), Access to Biological Resources in Commonwealth Areas: Commonwealth Public Inquiry (AGPS, Canberra 2000), 199-278
- H L Fourmile-Marrie, ‘Developing a Regime to Protect Indigenous Traditional Biodiversity-Related Knowledge (TBRK)’ (2000) 1(1) Balayi: Culture, Law and Colonialism 163-182
- H L Marrie, ‘The UNESCO Convention for the Safeguarding of the Intangible Cultural Heritage and the Protection and Maintenance of the Intangible Cultural Heritage of Indigenous Peoples’ in L. Smith and N Akagawa (eds), Intangible Heritage: Key Issues in Cultural Heritage (Routledge, UK 2008), 169-192.
- H L Marrie. Emerging trends in the generation, transmission and protection of Traditional Knowledge. Presentation to the 18th Session of the UN Permanent Forum on Indigenous Issues, New York (2019). Available at: https://www.un.org/development/desa/indigenouspeoples/wp-content/uploads/sites/19/2019/04/TK-Emerging-trends-in-the-generation-transmission-and-protection-of-TK-final-paper.pdf
- K. Galloway McLean, A. Marrie and H L Marrie. Great Barrier Reef Indigenous Tourism: Translating Policy into Practice. Report to the National Environmental Science Program (2020). Reef and Rainforest Research Centre Ltd, Cairns, Queensland.